# Schloss Forchtenegg

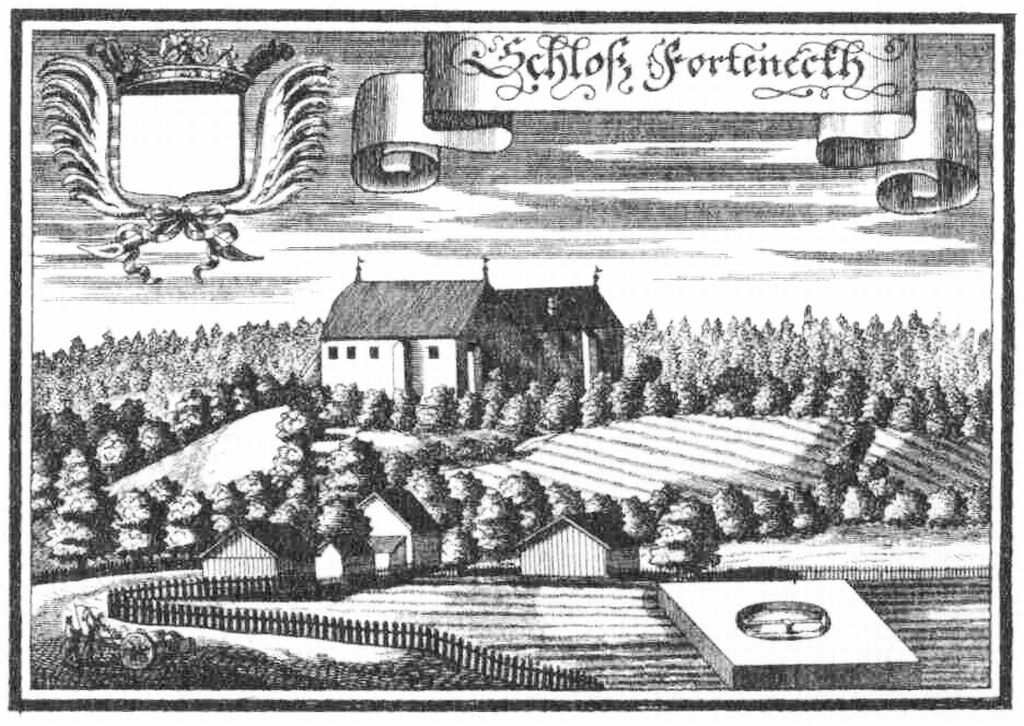
Schloss Forchtenegg nach einem Stich von Michael Wening von 1721

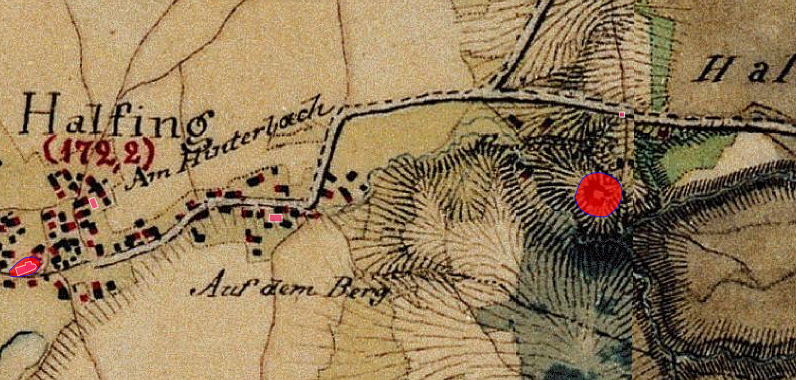
Lageplan von Schloss Forchtenegg auf dem Urkataster von Bayern

Das abgegangene Schloss Forchtenegg lag in dem Ortsteil Forchtenegg der Gemeinde Halfing im Landkreis Rosenheim von Bayern (Schloßberg). Die Anlage wird als Bodendenkmal unter der Aktennummer  	D-1-8039-0023 im Bayernatlas als „Burgstall des Mittelalters und der frühen Neuzeit ("Schloss Forchtenegg")“ geführt. 

## Geschichte
Die Ortschaft Halfing wird 928 urkundlich erstmals in einer Urkunde des Salzburger Erzbischofs Odalbert bei einem Hoftausch mit dem Edlen Rafolt als Hadoluinga erwähnt. Im 12. Jahrhundert saßen hier vermutlich Ministeriale des Erzbistums Salzburg. Die Hofmark Halfing entwickelte sich aus einem Dorfgericht, dessen erste Besitzer die Laiminger sind, die hier zwischen 1342 und 1577 nachgewiesen sind. Das Schloss Forchteneck oberhalb Halfings wird erstmals 1353 erwähnt. In der Landtafel sind Achaz von Laiming (1534–1560) und Hans Christoph von Laiming (1577) aufgeführt. Ihnen folgen die Pienzenauer, 1597, 1606 und 1625 urkundlich genannt. In der Hofmarkbeschreibung heißt es: „Ermelt Forchtenegkh ist ploß ein Schloß und sunst nichts alß ein Hofpau darbey, aber Halfing istein schöns groß Dorff, liegt auf ein viertl Stundt von Forchtenegkh, gehert Hannß Ludwigen von Pienzenau zu Forchtenegkh.“
Auf die Pienzenauer folgt 1628 Hans Christoph von Dachsberg zu Zangberg. 1639–1731 sind die Herren von Fossa im Besitz der Hofmark. Letzter adeliger Herrscher auf Schloss Forchteneck war Franz Armand Cajetan von Fossa. Er schenkte 1732 dem Kloster Seeon das Schloss und die Hofmark Halfing. Diese bleiben bis zur Säkularisation in klösterlichem Besitz. 1803 wurde das Hofmarksgericht Halfing aufgehoben und Halfing kam an das Landgericht Trostberg.

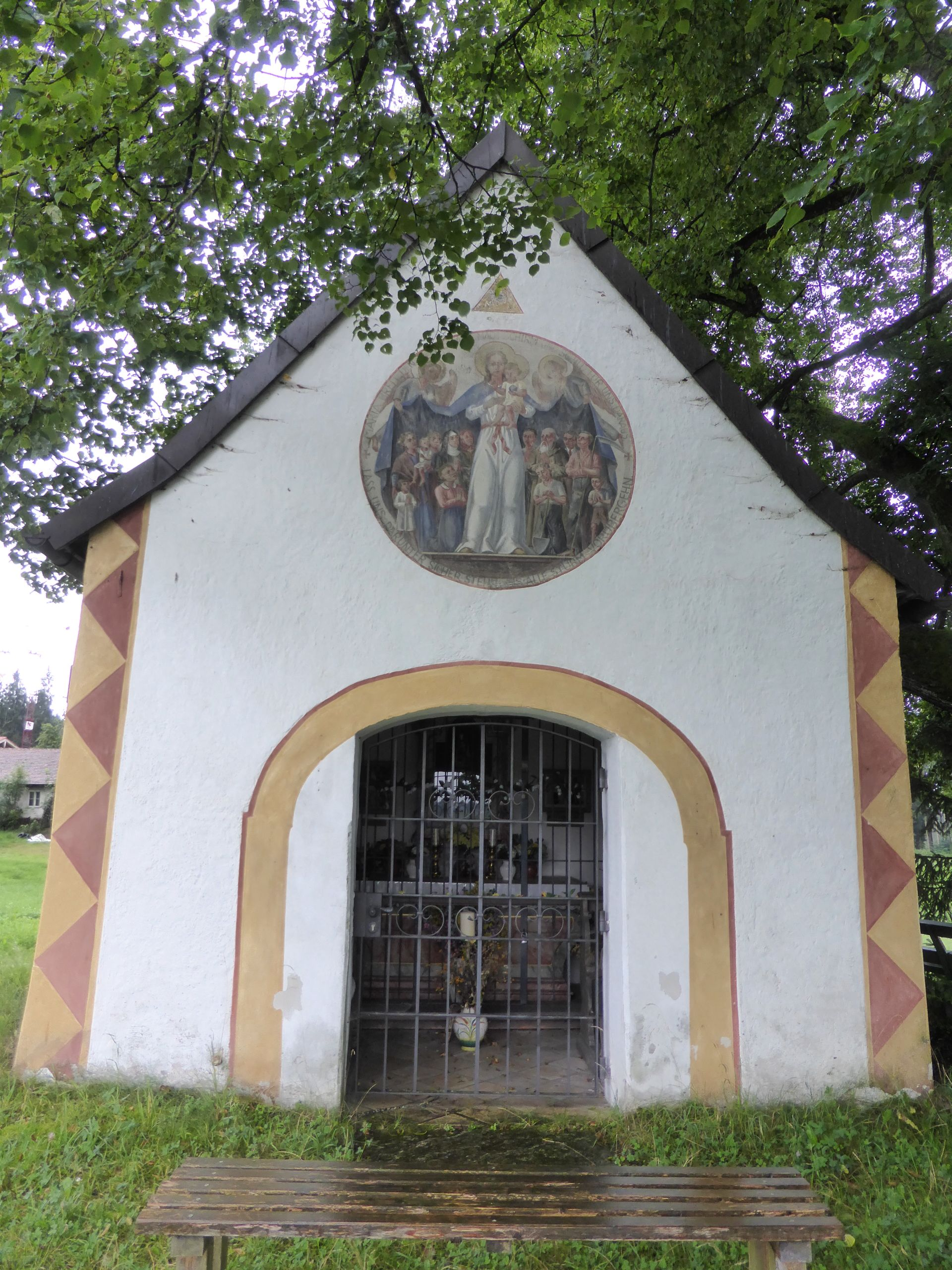
Schlosskapelle Forchtenegg

## Baubeschreibung
Das Schloss war nach dem Stich von Michael Wening von 1721 ein vermutlich zweigeschossiger, massiger L‑förmiger Bau auf einem Hügel (Schloßberg). Das Hauptgebäude war mit einem Krüppelwalmdach gedeckt, an dessen Enden kleine Fahnentürmchen zu erkennen sind. Vermutlich ist dies bereits der aus dem 18. Jahrhundert stammende Neubau des Schlosses.
Anfang des 19. Jahrhunderts ist das Schloss abgebrannt und wurde dann 1817 abgebrochen. Erhalten ist noch die Schlosskapelle, ein kleiner quadratischer, barocker Bau mit einem Satteldach. Die Kapelle wurde 1814 erneuert.